# エヴァンジェリン・アダムズ

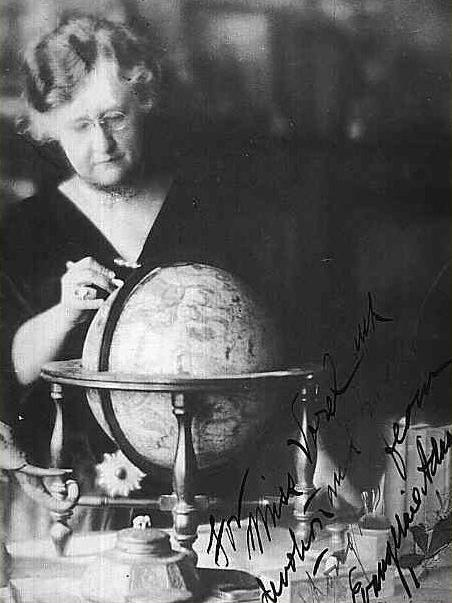
Evangeline Adams

エヴァンジェリン・スミス・アダムズ（Evangeline Smith Adams、1868年2月8日 – 1933年11月10日ないし12日）は、19世紀末から20世紀初頭にかけてニューヨークを拠点に活動したアメリカ合衆国の占星術師である。

## 概要
占星術のコンサルタント業を成功させ、占い業という違法行為で訴えられ勝訴したことで、占星術師という仕事を認めさせることに寄与して広く知られた存在となった。「アメリカ初の占星術のスーパースター (America's first astrological superstar) 」と評された。訴訟で注目され数千人のニュースレターの顧客を抱え、1929年のウォール街大暴落直前には多くの人が彼女の占星術のアドバイスに従って株式市場に投資しており、悲惨な結果となった。
『Astrology: Your Place in the Sun』（1927年）、『Astrology: Your Place Among the Stars』（1930年）など占星術についての多数の本を出し、自伝『The Bowl of Heaven』（1926年）も書いた。後には、ジョージ・E・ジョーダン・ジュニア夫人 (Mrs. George E. Jordon, Jr.) とも名乗った。

## 経歴
アダムズは、1868年2月8日に、ニュージャージー州ジャージーシティの保守的な家庭に生まれた。本人は、父方の先祖は第6代大統領ジョン・クィンシー・アダムズであると称していた。父親は彼女が15か月の時に死去した。アダムズは、フルタイムの占星術師として働くようになる前、おそらく彼女の雇い主だったと考えられている「ミスター・ロード (Mr. Lord)」という人物と婚約していた。彼女によれば、最初は彼を愛していたが、その後、彼に対する感情はすべて消えてしまい、婚約は破棄されたという。
アダムズが書籍の出版に取り組み、一般メディアに露出するようになっていったのは、占星術師としての職歴の最後に近い時期である。彼女はその経歴の大部分を、直接の面談や、郵便でコンサルティングを行う占星術師として生きた。成功によって、彼女は何人もの助手や、速記者たちを雇うまでになった。
1929年の株価大暴落の直前の時期には、アダムズの出していた占星術のニューズレターの何千人もの定期國読者が、彼女の助言に基づいて株式を売買していた。1932年に死去した。
アダムズの顧客には、有名人も多く、ジョン・モルガン、メアリー・ピックフォード、オペラ歌手のエンリコ・カルーソーや、イギリス王エドワード7世もニューヨークの彼女のもとを訪れたとされる。

## 書籍の代筆
アダムズは時々プロジェクトの手伝いにライターを雇うことがあったが、誰もクレジットはされていない。
アダムズは1、2年魔術師のアレイスター・クロウリーをゴーストライターとして雇っていた。両者の仕事上の関係は、最後には厳しい対立を孕むものになってゆき、いくつもの著作権訴訟が表面化した。クロウリーの著作『General Principles of Astrology』をめぐって、「本当は誰がどの記述を書いたか」をめぐる著作権の争いに発展した。彼女は本書には自分が貢献した部分もあると主張しており、この件は、本の著作権はクロウリーのものだが、アダムズの貢献を認めるという形で決着した。

## 裁判
当時は、占星術を事業としておこなう事は違法だったが（とはいえ、それほど厳格な運用ではなかった）。アダムズは、運勢判断をお金を取って行ったことを理由に、1911年と1914年、1923年にニューヨークで逮捕された（初回はすぐ取り下げられた）。1914年の逮捕の際、アダムズは新聞に掲載されればPRの機会になると思い（罰金を払えば釈放されたが、そうしなかった）、逮捕に異議を唱え、メディアで派手に取り上げられた。彼女は霊媒や神秘家めいたところのない人物で、5月の法廷では、高額な罰金を科せられた他の占い師のように予言を行うのではなく、占星術が天文学に基づくことを示して手間のかかる計算方法を説明し、「可能性として起こる可能性がある」と述べるに留めた。裁判当時、ベルティヨン法が行われ、生物の頭の形や顔つきがその人の性格を決定し、このようなタイプの人が犯罪者になるだろう、という研究が科学として行われており（骨相学、犯罪人類学等）、裁判官はこうした科学研究も一昔前なら占いと言われるようなものであり、占星術や手相占いも、新興科学である心理学の存在のために、いつか見直される可能性があってもおかしくないと考えた。アダムズは裁判官に、占星術はいつか科学的に証明される可能性があるかもしれず、単なる占いではないかもしれないと思わせることに成功し、勝訴した。
彼女はこの判決でかなり有名になり、占星術を科学の地位にまで引き上げたと言って、判決を歪曲・誇張してアピールした。

## 論争
アダムズは、顧客たちから、予言（予測）に対してかなり高額の報酬を受け取っていた。彼女は、株式市場の動向について予言を的中させると言われていた。しかし、著作家キャロル・クリスマン (Carol Krismann) は。次のように記している。
懐疑的な人々は、アダムズには経済に関する知識はなく、彼女の予言は常に曖昧なもので、災難が起こると言いながら具体的な内容は述べていなかったし、実際にこの国が驚異的な株式市場の成長を遂げていた時代に、市場が株価上昇に向かうと予言しただけだったと指摘している。彼女を信じた人々は、しばしば誤った予言のことを忘れており、実際に起こった出来事だけを捉えて、彼女が正確であることの「証明 (prove)」だとしていた
最も広く知られたアダムズの外れた予言は、1929年のウォール街大暴落の数週間前に出した「株価は天まで登る (stocks might climb to heaven)」である。証券アナリストのケネス・フィッシャーは、彼女の予言のうち少数の的中したものはうまく宣伝されたが、外したものは、信じられるものを求めていた人々から無視された、と述べている。彼は、アダムズについて、「明らかな偽物で、本当の投資に関する知識もなかった (obvious quack with no real investment knowledge)」と断じている。

### 的中させたとされる主な予言
- ニューヨークの中心部マンハッタンの5番街にあったウィンザー・ホテル (Windsor Hotel) の火災（1899年3月17日）を前日に予言した[1]。
- 1942年にはアメリカ合衆国が戦時下にあると、1931年の時点で予言した[1]。
- 1932年には、予定されていた講演旅行を、自分が死んでしまうからといってキャンセルした[1]。